# Yali (popolo)
Gli Yali sono un gruppo etnico che vive nelle valli della catena montuosa di Jayawijaya, nella provincia autonoma indonesiana di Papua, sull'isola di Nuova Guinea.

## Etimologia
Il termine Yali, che non è usato dagli individui di tale gruppo etnico per autodefinirsi, deriva probabilmente dall'espressione Jalé-mó, usata dal vicino popolo Dani, che significa "terre orientali". L'antropologo Klaus-Fiedrich Koch ha adottato questo nome per definire il gruppo etnico che abita le terre ad oriente della valle del Baliem.

## Cultura
Tradizionalmente gli uomini indossano un astuccio penico costituito da un guscio essiccato di Lagenaria siceraria; in maniera distintiva da tutti gli altri popoli degli altipiani, inoltre, sopra ad esso sono soliti portare una serie di cerchi di rattan, a formare una specie di gonnellino. Le donne invece si coprono con un gonnellino costituito da due pezzi composti da steli essiccati di Eleocharis dulcis, legati tra di loro con delle cordicelle strette sui fianchi; una rete di corda sulla schiena, a formare un sacco, costituisce un elemento dell'abbigliamento oltre che un accessorio pratico. I villaggi accolgono tra le 50 e le 300 persone, e sono costituiti da agglomerati di capanne dai tetti conici; l'abitazione riservata agli uomini è circondata da altre più piccole, destinate alle donne e al resto della famiglia.
La principale attività di sussistenza è la coltivazione della patata dolce, alla quale è affiancata quella del taro e dell'igname; l'apporto di proteine animali è fornito da insetti o piccoli animali, mangiati occasionalmente dalle donne. L'allevamento dei maiali non è finalizzato a provvedere ulteriori forme di sostentamento ma a sviluppare le relazioni sociali e a permettere funzioni e cerimonie rituali. La caccia rimane un'attività di secondaria importanza per gli Yali, ed è rivolta a piccoli marsupiali, a maiali selvatici e ad alcune specie di uccelli; le rane sono cacciate dalle donne durante la notte.
Le armi tradizionalmente usate sono arco e freccia, costruiti in legno di palma, per la cui fabbricazione venivano usate un tempo asce in pietra, prima dell'introduzione di strumenti in metallo da parte degli occidentali. Sulle punte delle frecce non viene usato veleno, ma a volte la testa viene avvolta da steli di orchidea, le cui fibre rimangono nella ferita anche dopo l'estrazione della freccia.
Presso il popolo Yali sono attestate in passato pratiche di cannibalismo rituale.

## Lingua
La lingua parlata dalla popolazione è lo Yali. I linguisti distinguono tre varietà di tale idioma (Angguruk, Pass Valley e Ninia); la grande differenza dialettale ha spinto la pubblicazione Ethnologue a creare tre diversi codici per ciascuna variante (rispettivamente yli, nlk e yac).
La lingua Yali fa parte del raggruppamento di famiglie trans-Nuova Guinea, e più precisamente della famiglia delle lingue dani-kwerba. Il numero totale di parlanti dei tre dialetti è stimato attorno alle 30000 persone.